# RMI-IIOP
RMI-IIOP (leído RMI sobre IIOP) denota la interfaz RMI de Java sobre el sistema CORBA. 
Este estándar fue creado intentando simplificar el desarrollo de las aplicaciones CORBA, mientras preservaba todos los beneficios principales. RMI-IIOP está ampliamente basado en el concepto Objeto por Valor (descrito en la página CORBA) que sirve como un contenedor o un reemplazo directo para estructuras CORBA, uniones, secuencias, arrays y strings. La IDL no se usa. En cambio, las definiciones de la estructura de datos "supuestas" automáticamente, recolectan los datos necesarios a través de mecanismos de reflexión. Cuando CORBA normalmente necesita una clase generada suplementaria para cada estructura de datos no trivial que está siendo transferida, RMI-IIOP solo usa el código generado para los objetos remotos. Menos código generado resulta en menos huella.
Ambas CORBA y RMI-IIOP usan el mismo estándar de comunicación GIOP. Si se necesitara, es posible generar las definiciones de IDL para las estructuras de datos RMI-IIOP involucradas y usar esas definiciones para alcanzar la interoperabilidad entre las aplicaciones RMI-IIOP y CORBA planas. 
Las versiones recientes de RMI-IIOP derivan sus servants desde la clase estándar Servant (CORBA). Por lo tanto es posible conectarlos al CORBA ORB manualmente, involucrando, si es necesario, el Adaptador de Objeto Portable, Interceptores Portables, servicio de nombrado CORBA y todas las demás características estándar CORBA.

## Ejemplo Hola Mundo (java)
El nombre estándar para el paquete de implementación Java RMI-IIOP es javax.rmi.CORBA.

### Las interfaces
```
 
public
 
interface
 
MyServer
 
extends
 
Remote

 
{

   
// El cliente se pasa a sí mismo como primer parámetro. El servidor puede llamar a un 

   
// método remoto en el cliente. Esto es útil cuando el procesamiento de peticiones toma mucho tiempo.

   
void
 
receiveRequest
(
MyClient
 
client
,
 
String
 
message
)
 
throws
 
RemoteException
;

 
}

 
public
 
interface
 
MyClient
 
extends
 
Remote

 
{

   
// Este método remoto es llamado por el servidor.

   
void
 
receiveReply
(
String
 
message
)
 
throws
 
RemoteException
;

 
}

```

### Las implementaciones cliente y servidor, suministrando la funcionalidad.
```
 
public
 
class
 
MyServerImpl
 
implements
 
MyServer

 
{

    
void
 
receiveRequest
(
MyClient
 
client
,
 
String
 
message
)
 
throws
 
RemoteException

    
{

      
System
.
out
.
println
(
"The client says: "
+
message
);

      
client
.
receiveReply
(
"Yes, "
+
message
+
", "
+
message
+
", "
+
message
+
"..."
);

    
}

 
}

 
public
 
class
 
MyClientImpl
 
implements
 
MyClient

 
{

    
MyServer
 
server
;

    
public
 
MyClientImpl
(
String
 
Server_IOR
,
 
ORB
 
orb
)

      
throws
 
Exception

    
{

      
server
 
=
 
(
MyServer
)
 
PortableRemoteObject
.
narrow
(

                  
orb
.
string_to_object
(
Server_IOR
),
 
MyServer
.
class
);

    
}

    
// Esto es un método remoto.

    
void
 
receiveReply
(
String
 
message
)
 
throws
 
RemoteException

    
{

      
System
.
out
.
println
(
"And the answer is: "
+
message
);

    
}

    
// Esto no es un método remoto, esto es un método local.

    
public
 
void
 
talk
(
String
 
conversation
)

    
{

       
server
.
receiveRequest
(
this
,
 
conversation
);

    
}

 
}

```

La herramienta de desarrollo RMI-IIOP, usualmente llamada rmic, utilizará las dos clases anteriores y creará dos stubs (para uso en el lado remoto) y los dos lazos (para uso en la parte servidora), un par para el servidor y otro par para el cliente.

### El código, necesario para iniciar el servidor
```
new
 
Thread
()

{

    
public
 
void
 
run
()

    
{

        
try

        
{

            
// Crea el [[CORBA]] ORB.

            
MyServerImpl
.
orb
 
=
 
ORB
.
init
(
args
,
 
properties
);

            
// Obtiene el [[Adaptador de Objeto Portable]] raíz:

            
POA
 
rootPOA
 
=
 
POAHelper
.
narrow
(
MyServerImpl
.
orb
.
resolve_initial_references
(
"RootPOA"
));
              

            
// MyServerImpl contiene la implementación de 

            
// los métodos que nuestro servidor debe soportar.

            
MyServerImpl
 
impl
 
=
 
new
 
MyServerImpl
();

            
PortableRemoteObject
.
exportObject
(
impl
);

            
// Construye el lazo que es también el [[Servant (CORBA)|Servant]].

            
// La clase _MyServerImpl_Tie se genera automáticamente desde MyServerImpl.

            
Tie
 
tie
 
=
 
new
 
_MyServerImpl_Tie
();
    

            
// Asigna el objetivo de la invocación para este lazo.

            
tie
.
setTarget
(
impl
);

            
// Obtiene la referencia al correspondiente objeto CORBA:

            
org
.
omg
.
CORBA
.
Object
 
object
 
=
 
rootPOA
.
servant_to_reference
((
Servant
)
 
tie
);

            
// Activa el POA raíz.

            
rootPOA
.
the_POAManager
().
activate
();

            
// Obtiene el IOR URL que debe ser pasado a los clientes.

            
String
 
Server_IOR
 
=
 
MyServerImpl
.
orb
.
object_to_string
(
object
);

            
MyServerImpl
.
orb
.
run
();

            
// El contenido el string variable Server_IOR debe ser transferido 

            
// a nuestro cliente.

        
}

        
catch
 
(
Exception
 
exc
)

        
{

            
exc
.
printStackTrace
();

        
}

    
}

}.
start
();

```

### El código, requerido para iniciar el cliente
```
MyClient
 
the_client
;

       

new
 
Thread
()

{

    
public
 
void
 
run
()

    
{

        
try

        
{

            
ORB
 
orb
 
=
 
ORB
.
init
(
args
,
 
parameters
);

            
the_client
 
=
 
new
 
MyClientImpl
(
Server_IOR
,
 
orb
);

            
POA
 
rootPOA
 
=
 
POAHelper
.
narrow
(
desk
.
orb
.
resolve_initial_references
(
"RootPOA"
));

            
rootPOA
.
the_POAManager
().
activate
();

            
// Construye el lazo.

            
Tie
 
tie
 
=
 
new
 
_MyClientImpl_Tie
();

            
// Asigna la clase implementadora (objetivo de la invocación).

            
tie
.
setTarget
(
the_client
);

            
// Conecta el lazo como POA servant.

            
org
.
omg
.
CORBA
.
Object
 
object
 
=
 
rootPOA
.
servant_to_reference
((
Servant
)
 
tie
);

            
// El valor del string [[Interoperable Object Reference|IOR]] puede usarse para encontrar este objeto en la web

            
String
 
IOR
 
=
 
desk
.
orb
.
object_to_string
(
object
);

            
orb
.
run
();

        
}

        
catch
 
(
Exception
 
exc
)

        
{

            
exc
.
printStackTrace
();

        
}

    
}

}.
start
();

```

Ahora, en cualquier momento desde el código, después de que el hilo ORB ha sido iniciado, podemos llamar:
```
the_client.talk("it is raining");
```

## Ejecutando
El servidor (primero) y el cliente (segundo) son iniciados en dos máquinas diferentes (o como dos procesos separados en la misma máquina). El servidor imprime The client says: it is raining. El cliente imprime And the answer is: Yes, it is raining, it is raining, it is raining...
El código de ejemplo sugerido Hello world debe funcionar con Sun Microsystems java 1.5 y GNU Classpath 0.19 (usa la pestaña discusión para informar si no fuera así). Debido a posteriores bugs solucionados los ejemplos no funcionarán con los releases más antiguos de las dos plataformas.

## Estado legal del acrónimo
IIOP es la marca resgistrada OMG y debe usarse con cuidado. Dado que este protocolo es puesto en la parte superior de GIOP, en algunos casos puede ser recomendable decir que la application usa o implementa GIOP.